# 岩永生
岩永 生（いわなが しょう、1983年8月29日 - ）は、長崎県長崎市出身の元ハンドボール選手、指導者。日本ハンドボールリーグの大崎電気で監督を務めている。

## 経歴
筑波大学在学中の2001年に日本代表候補に選出。2002年に日本で行われたハンドボール・スーパー・チャレンジでは日本代表P（北京五輪を想定した代表チーム）に選出された。
2005年は第10回ヒロシマ国際ハンドボール大会の日本代表に選出。同年日本ハンドボールリーグの大崎電気へ入団。
2014年の第4回全日本社会人ハンドボール選手権大会ではベストセブンに選ばれた。
2018-19年シーズン限りで現役を引退し、大崎電気の監督に就任。

## 詳細情報

### 年度別成績
| 年      | チーム   | 試合 | フィールド 得点 | 率   | 7m    | 合計   | 警告 | 退場 | 失格 |
| ------- | -------- | ---- | --------------- | ---- | ----- | ------ | ---- | ---- | ---- |
| 2007-08 | 大崎電気 | 16   | 36/79           | .456 | 0/0   | 36/79  | 2    | 2    | 0    |
| 2008-09 | 大崎電気 | 18   | 58/108          | .537 | 25/30 | 83/138 | 4    | 3    | 0    |
| 2009-10 | 大崎電気 | 14   | 44/73           | .603 | 0/2   | 44/75  | 6    | 3    | 0    |
| 2010-11 | 大崎電気 | 14   | 27/54           | .500 | 0/0   | 27/54  | 0    | 1    | 0    |
| 2011-12 | 大崎電気 | 14   | 38/67           | .567 | 0/0   | 38/67  | 5    | 3    | 0    |
| 2012-13 | 大崎電気 | 16   | 37/65           | .569 | 0/0   | 37/65  | 6    | 3    | 0    |
| 2013-14 | 大崎電気 | 16   | 41/69           | .594 | 0/0   | 41/69  | 6    | 3    | 0    |
| 2014-15 | 大崎電気 | 8    | 5/12            | .417 | 0/0   | 5/12   | 0    | 0    | 0    |
| 2015-16 | 大崎電気 | 16   | 40/73           | .548 | 0/0   | 40/73  | 4    | 2    | 0    |
| 2016-17 | 大崎電気 | 16   | 38/76           | .500 | 1/1   | 39/77  | 3    | 0    | 0    |
| 2017-18 | 大崎電気 | 23   | 34/56           | .607 | 0/0   | 34/56  | 4    | 1    | 0    |
| 2018-19 | 大崎電気 | 24   | 20/42           | .476 | 0/0   | 20/42  | 0    | 2    | 0    |

- 各年度の太字はリーグ最高
- 2006-07年シーズン以前の成績はランニングスコアが公開されていないため省略

### タイトル・表彰

#### 社会人選手権
- ベストセブン：1回 (2014年)
- 最優秀監督賞：1回 (2019年)

### 記録

#### 日本ハンドボールリーグ
- 通算400得点：2017年3月4日、対トヨタ自動車東日本戦（さいたま市記念総合体育館）[6]